# 波纳马拉瓦蒂
波纳马拉瓦蒂（Ponnamaravathi），是印度泰米尔纳德邦Pudukkottai县的一个城镇。总人口11710（2001年）。

## 人口
该地2001年总人口11710人，其中男性5709人，女性6001人；0—6岁人口1301人，其中男649人，女652人；识字率75.04%，其中男性为82.45%，女性为67.99%。